# John Rettie McKernan Jr.
John Rettie McKernan Jr. (ur. 20 maja 1948 w Bangor w stanie Maine) – amerykański polityk i prawnik związany z Partią Republikańską.
W latach 1983–1987 przez dwie dwuletnie kadencje Kongresu Stanów Zjednoczonych był przedstawicielem pierwszego okręgu wyborczego w stanie Maine w Izbie Reprezentantów Stanów Zjednoczonych.
W latach 1987–1995 pełnił funkcję gubernatora stanu Maine.
Jest mężem Olympii Snowe, polityk amerykańskiej wieloletniej senator Stanów Zjednoczonych i członkini Izby Reprezentantów Stanów Zjednoczonych z Maine.